# Salgar
El Santuari de la Mare de Déu del Salgar és un santuari que es troba al municipi de Foradada, a la comarca de la Noguera. És un edifici protegit com a bé cultural d'interès local. Es tracta d'un edifici de pedra situat en un engorjat que aprofita les balmes de la zona. Compta amb una església romànica, un claustre renaixentista i un campanar de cadireta amb dues campanes, una d'elles d'obús.

## Descripció
Santuari bastit sota la balma d'un paratge engorjat sobre el Segre. Consta de l'antiga església romànica, un claustre renaixentista i altres construccions del convent amb finestrals i ràfecs amb motllures sobre els murs de carreus i cobertes amb les golfes obertes. Tot el recinte està protegit per una tanca i mur de pedra que el fan no més accessible per una porta adovellada, adossada al lateral de l'església. Escuts i fornícules de caràcter renaixentista decoren el conjunt.
El santuari de Santa Maria de Salgar es troba en un engorjat a l'esquerra del Segre, una zona de coves i balmes, entre les quals es bastiren els edificis del santuari, davant del turó on hi ha les restes del poblat ibèric i castell d'Antona o Malagastre. Es tracta d'un conjunt d'edificis (que consisteixen en l'església, el claustre i les dependències conventuals) bastits fonamentalment en època barroca (inicis del segle XVII) que aprofitaren elements de les primitives estructures alt-medievals, entre les quals destaca principalment l'església romànica.
L'església del santuari és l'edifici que se situa més allunyat de l'espadat vertical. Es tracta d'un edifici de planta rectangular capçada amb un absis semicircular a llevant, capelles laterals adossades i un campanar d'espadanya. L'element romànic més evident que se n'ha conservat és l'absis semicircular, el qual, tot i que està totalment transformat a l'interior, conserva a l'exterior la façana original, sobrealçada i alterada per una gran finestra central oberta posteriorment. El gran sòcol des de la base fins a mitja alçada, el posa en relació amb la tècnica constructiva emprada a la pròxima església de Sant Urbà de Montsonís (núm. 22225), parròquia de la qual depenia. L'aparell de la façana és de carreuó, a penes desbastat, disposat en filades uniformes i regulars. L'única ornamentació es troba en el ràfec bisellat.
Al segle xvi els carmelitans ampliaren l'església a partir de la capçalera. La façana d'accés, a ponent, està feta amb carreu rectangular ben escairat i polit. L'accés principal consisteix en una porta d'arc de mig punt adovellat emmarcat per un guardapols motllurat. A sobre s'hi situa un rosetó de dovelles polides i còncaves amb acabats motllurats. La teulada és a doble vessant amb el carener longitudinal i ràfecs senzills. L'aparell de les façanes laterals és més descurat que el de la principal, amb carreus rectangulars sense polir. L'interior és resolt amb una volta de canó de mig punt que s'eleva sobre la volta de l'absis mitjançant un arc presbiteral que recolza en la imposta, feta d'obra i revestida amb motllures de guix. L'absis, amb volta de quadrant d'esfera, si bé guarda la forma del primitiu absis romànic, es troba revestida amb guix.
En aquesta època, mitjans del segle xvi, es bastí el claustre renaixentista que enllaça el temple amb les dependències conventuals. De línies pures, consisteix en diversos trams d'arcades de mig punt, sense ornaments, que recolzen sobre capitells senzills sobre columnes llises o pilars de carreuons de pedra polida.
A la zona a tocar de l'espadat vertical se situa el convent, que havia començat a ser construït el segle xv i s'amplià el segle xvi, deu la seva imatge actual a la reedificació del segle xvii. Consisteix en dos cossos d'orientació lleugerament diferent (adaptada a la paret vertical de darrere), de planta rectangular, tres pisos d'alçada i teulada a una sola vessant que desaigua sobre les façanes. L'edifici de llevant està fet amb aparell regular de gres, de carreus ben regulars, escairats i polits lligats amb morter de calç. La disposició de les obertures és simètrica, amb la porta d'arc de llinda emmarcada amb pedra motllurada, i dues finestres a cada pis, amb marcs de pedra motllurada de formes diverses (dentells, arcs conopials, motllures mixtes de gola, etc). La façana és rematada amb una cornisa de pedra amb motllura de gola.
L'edifici de ponent respon als mateixos volums però és d'acabat més sobri que l'anterior, amb aparell de carreuó irregular lligat amb morter de calç i disposició asimètrica i sense tanta ornamentació de les obertures.

## Història
Des de l'any 1192 l'església és esmentada en documents. L'any 1263 s'hi havia bastit un petit hospital de Sant Jordi. Ponç de Ribelles, cap al 1404, dona lloc, a l'església d'Àger, als carmelitans. L'any 1530 s'edifica els claustre renaixentista. El 1608 es donen altres construccions sota la balma. Al s. XIX, concretament l'any 1835, es consuma l'exclaustració i venda del lloc. Després de les destruccions de la Guerra Civil, fou restaurada per un grup d'Artesa de Segre (1972).
La primera referència documentar sobre Salgar apareix en un document de donació que feu Arnau Mir de Tost l'any 1054, però l'església no apareix esmentada fins al segle xii, l'any 1192, en el testament d'Arnau de Ribelles en què fa una deixa de 100 morabatins i un camp a Santa Maria de Salgar per tal que s'hi fundi un benefici. L'església de Salgar apareix com a possessió de Sant Urbà de Montsonís (núm. 22225), església parroquial amb la qual manté certes similituds constructives en la zona de la capçalera de l'edifici actual.
El 1263 s'hi havia bastit el petit Hospital de Sant Jordi. A principis del segle xv, el lloc havia caigut en cert deteriorament i llavors, el 1404 en Ponç de Ribelles, senyor de Montsonís, d'acord amb l'arxiprestat d'Àger (d'on depenia la parròquia de Montsonís) va cedir el santuari a l'orde dels carmelites calçats, que en endavant hi bastiren un convent i ampliaren l'església romànica.
Sota el mandat del prior Pere Pons (1522-1566) es va ampliar el convent i es bastí el claustre renaixentista (el 1530). A principis del segle xvii es registra un altre cop una forta activitat constructora, amb l'ampliació de la casa conventual i altres construccions sota la balma. Al segle xviii es va bastir un pont d'obra sobre el Segre, actualment desaparegut. Les lleis desamortitzadores de 1835 van trobar el convent en plena decadència. Els carmelitans foren exclaustrats i el lloc i els seus béns, venuts a particulars. Però aviat el lloc es va recuperar com a santuari gràcies a la voluntat dels nous propietaris.
Fins que es va perdre el 1936, s'hi venerava una imatge gòtica de la Mare de Déu que havia substituït una primera imatge romànica, la qual, segons la llegenda, havia estat trobada per uns pastors en una de les coves que abunden en el lloc del Salgar. La veneració d'aquesta imatge va convertir el lloc en un santuari marià. En la Guerra Civil de 1936-39 els edificis foren damnats, però posteriorment el culte hi fou restaurat, passant a dependre de la parròquia d'Artesa. El 1972 fou restaurada l'església per un grup d'Artesa.
El nom prové del català medieval algar que es troba en molts topònims, derivat de l'àrab al-gâr que significa cova o concavitat i l'aglutinació de l'article salat.

## Galeria d'imatges

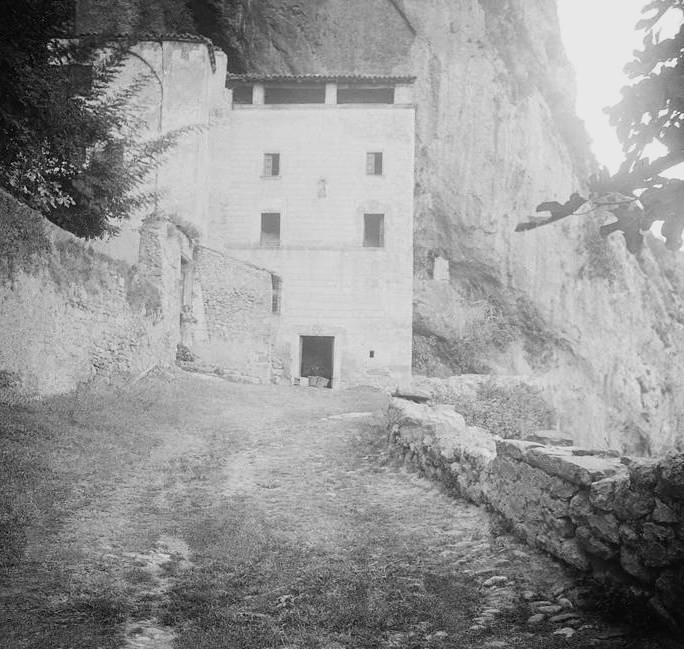
Santa Maria de Salgar (1920)
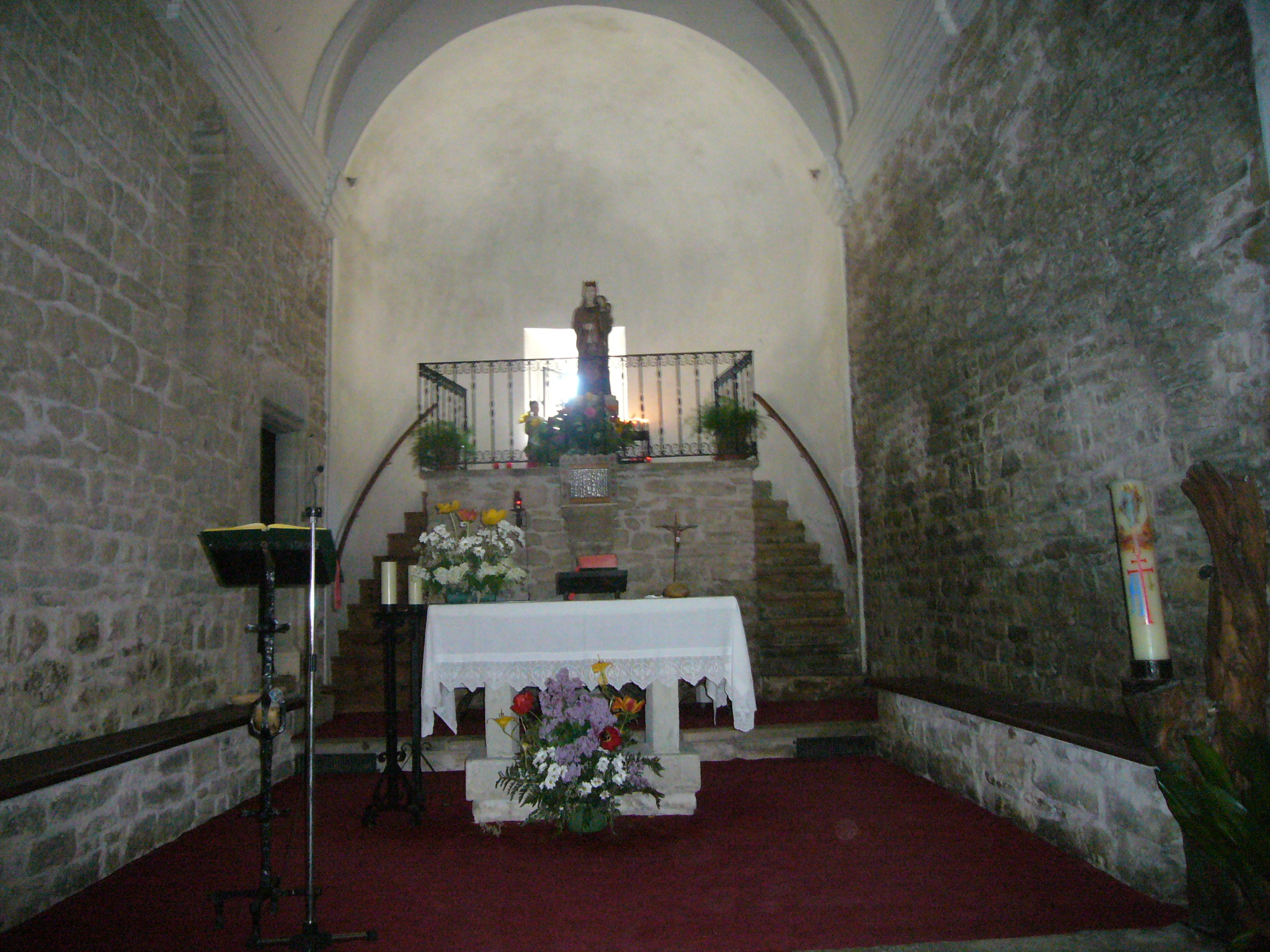
Interior del Santuari de Salgar
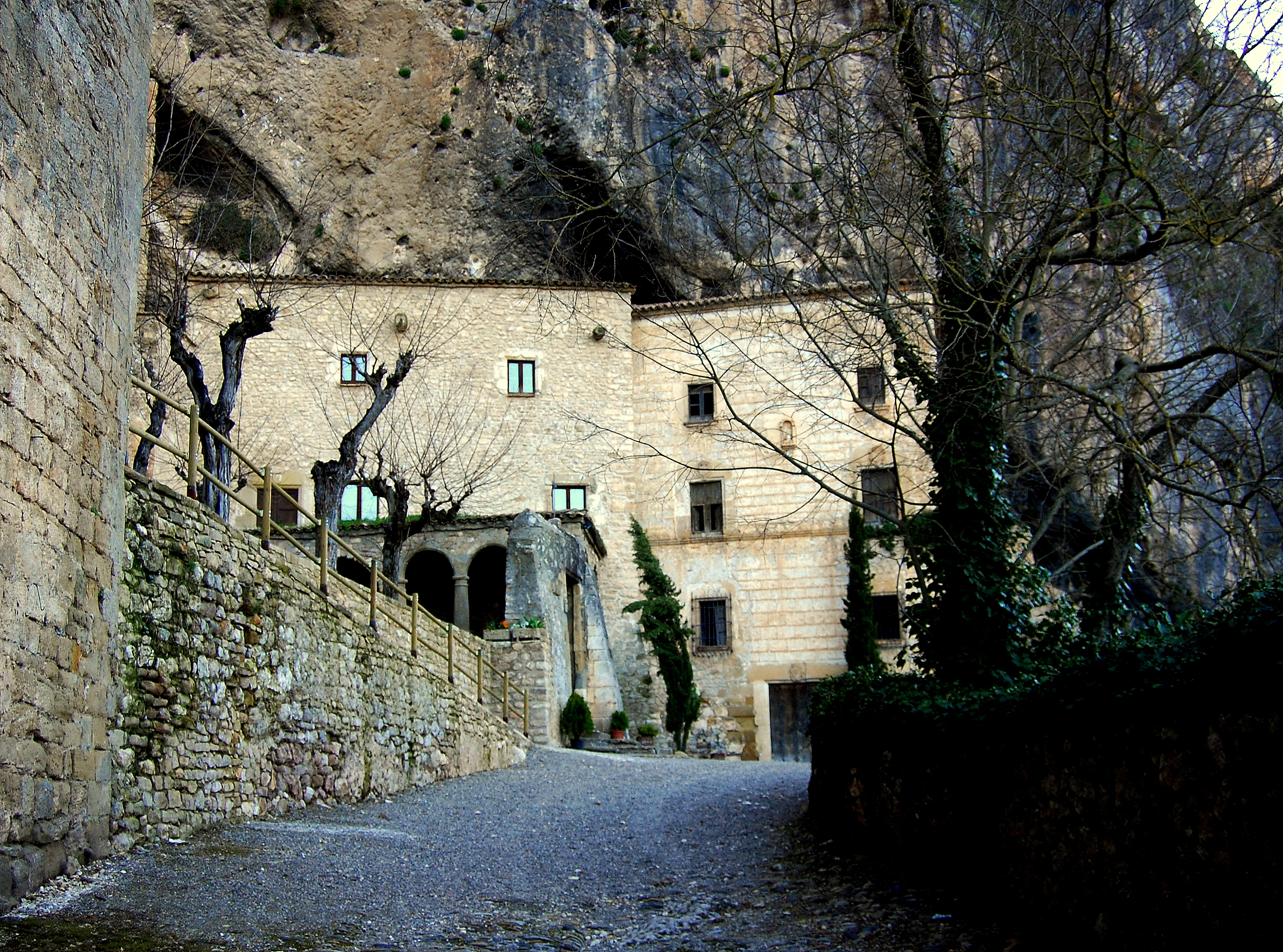
El monestir
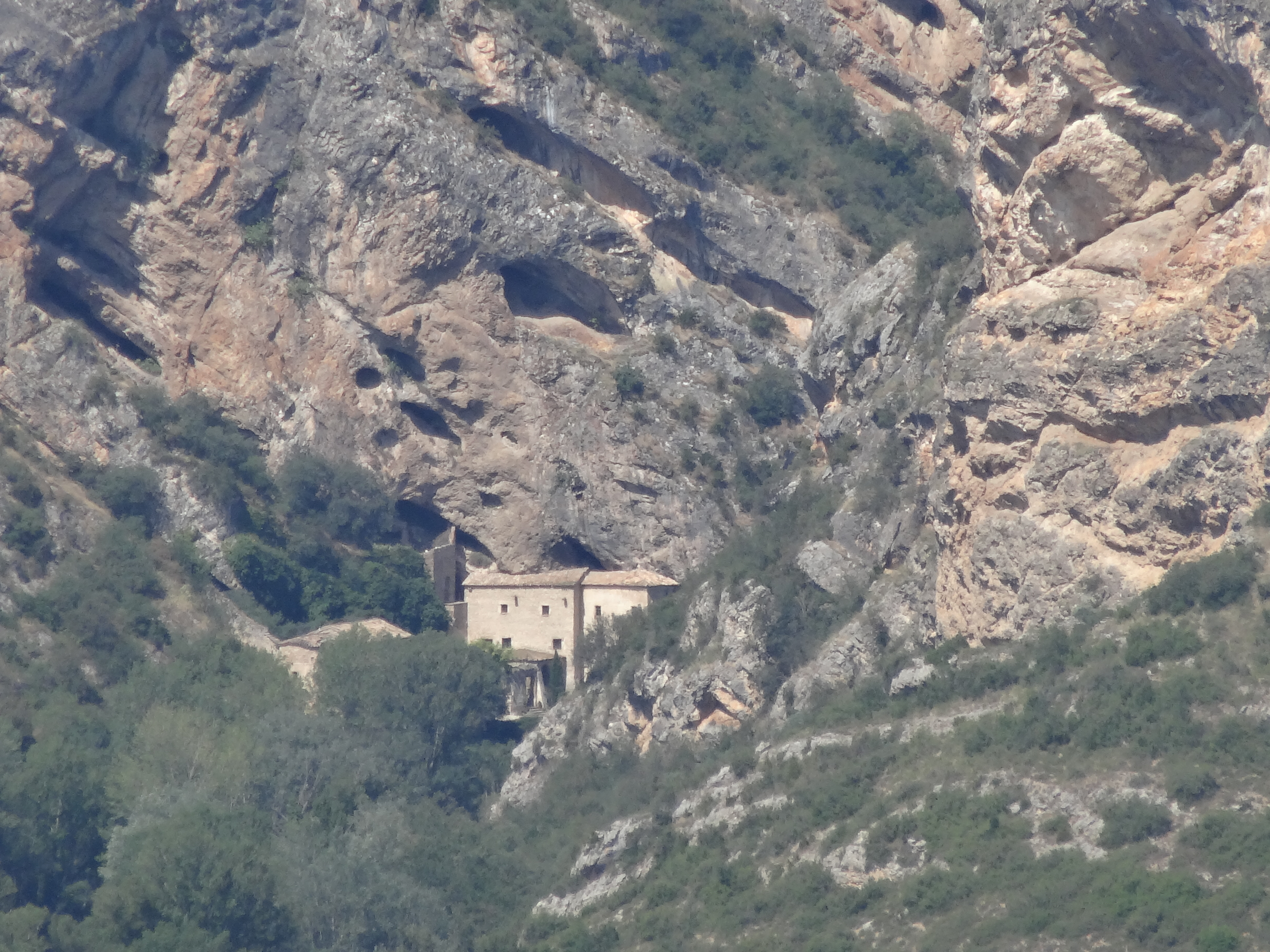
Vist des d'Artesa de Segre
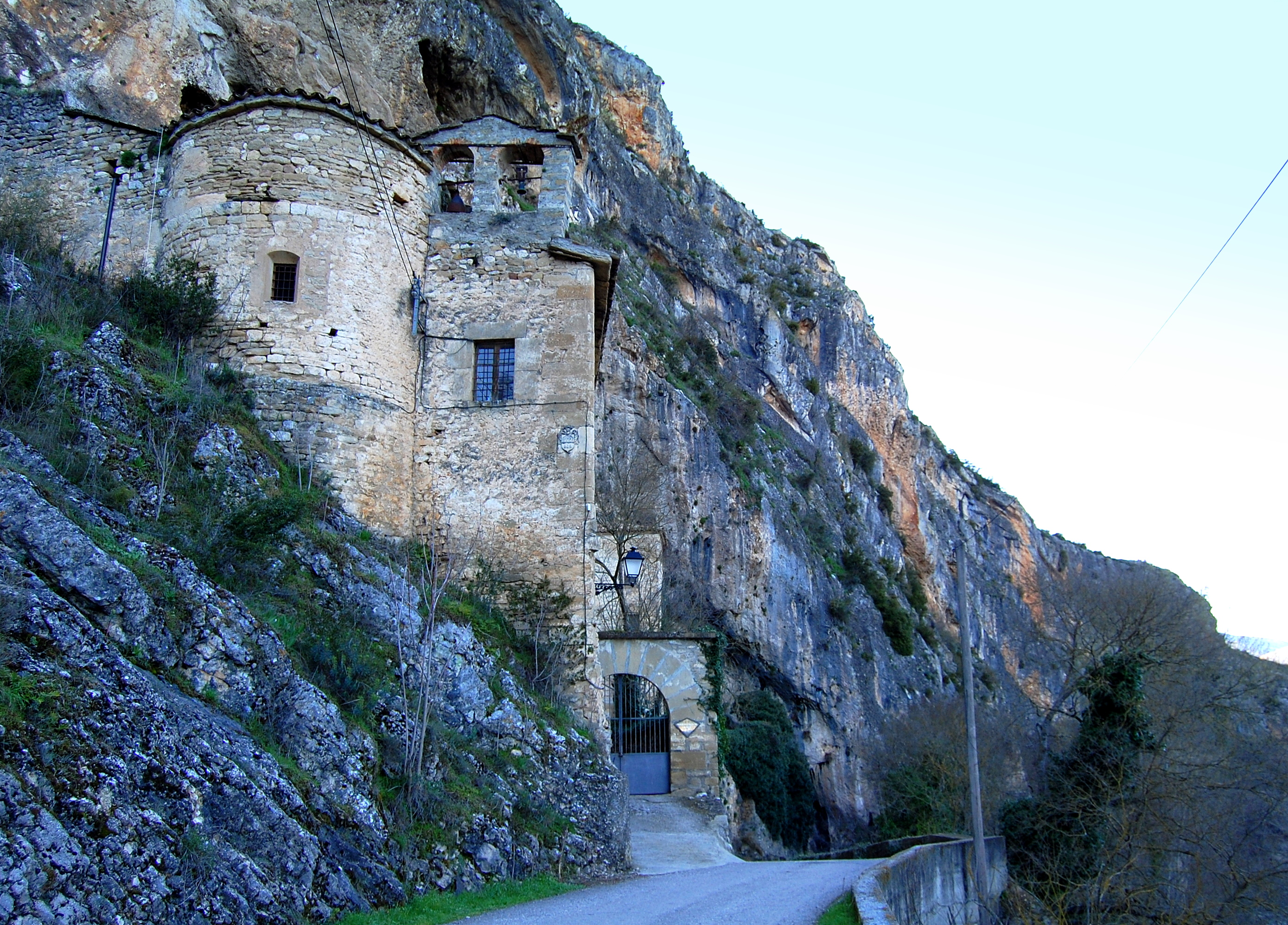